# João Alemão

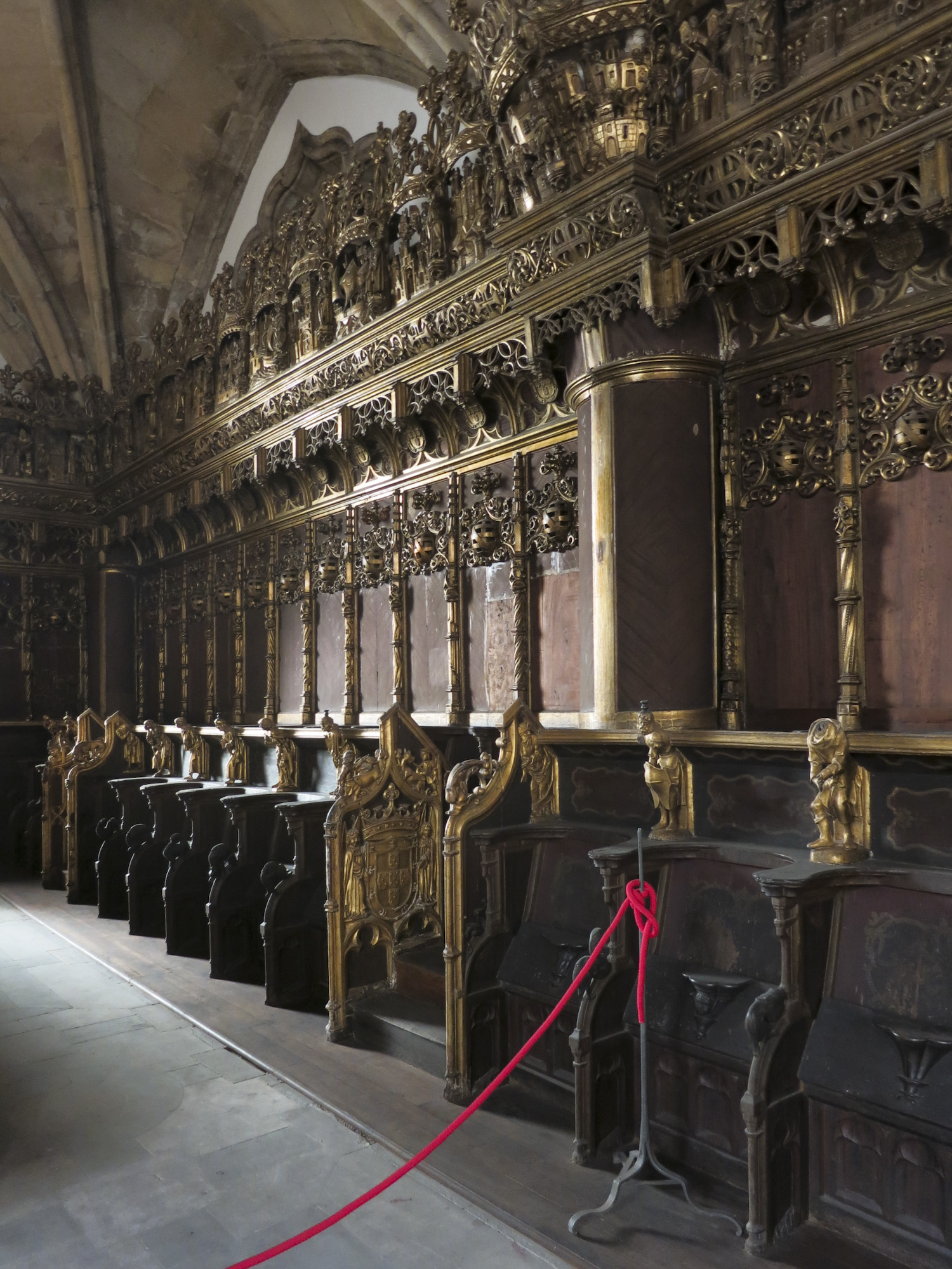
Cadeiral, Igreja do Mosteiro de Santa Cruz, Coimbra

João Alemão, ou Mestre João Alemão, ou João de Colónia (século XV — século XVI) foi um escultor originário da Renânia ativo em Portugal no século XVI.  

## Obra
Originário da Renânia, João Alemão fez a sua formação em Sevilha – onde, segundo Pedro Dias, terá permanecido mais de uma década –, tendo tido intervenção no retábulo da Sé andaluza enquanto adjunto de mestre Dancart. Trabalhou no retábulo-mor da Igreja do Mosteiro de Santa Cruz, Coimbra (a par de Cristóvão de Figueiredo, autor das pinturas), de que resta apenas o grupo do Descendimento da Cruz, com figuras que rondam o 1,70m (hoje na capela de Nossa Senhora da Piedade, Antuzede). Trabalhou também nos retábulos "de fora" da capela-mor desse templo (hoje inteiramente perdidos) e, em 1518, foi responsável pela segunda fase de execução do notável cadeiral, hoje instalado no coro-alto (1ª fase de Machim, 1513). Alguns anos mais tarde está ativo em Alcobaça, presumindo-se que terá realizado o cadeiral do mosteiro cisterciense (hoje desaparecido) e o púlpito da Igreja de Évora de Alcobaça.